# Rassegna storica salernitana
Rassegna Storica Salernitana è un periodico di ricerca storica fondato nel 1937 dalla Società Salernitana di Storia Patria.

## Storia
Rassegna Storica Salernitana venne pubblicato regolarmente per tre anni, dal 1937 al 1939, quando, a causa della Seconda Guerra Mondiale e del trasferimento a Catanzaro dell'allora direttore Antonio Marzullo, la rivista sospese le stampe. Dal 1943 al 1967 venne pubblicata generalmente con cadenza annuale, tranne che negli anni 1952 e 1953, in cui uscirono due numeri, e nei bienni 1955-56 e 1963-64, coperti da un numero doppio. Nel 1983 vide la luce un volume conclusivo della prima serie della rivista, che conteneva i risultati dell'attività di ricerca svoltasi dal 1967.
A partire dal 1984 venne pubblicata la nuova serie della Rassegna Storica Salernitana, grazie all'interesse di Italo Gallo, grecista, papirologo, studioso di Plutarco e professore dell'Università degli studi di Salerno. Italo Gallo iniziò una lunga e proficua collaborazione con un gruppo di studiosi di storia locale, i quali curarono le edizioni della rivista con cadenza semestrale, a giugno e dicembre. Da questo momento in poi la Rassegna venne data alle stampe con regolarità, dapprima per i tipi dell’editore Laveglia&Carlone e dal 2019 di Francesco D’Amato editore, incrementando il volume dei fascicoli e il numero dei collaboratori.

## Temi e struttura
Il tema principale della Rassegna Storica Salernitana è la storia e l'arte del territorio della Provincia di Salerno; sono presenti anche articoli che toccano temi di letteratura, filologia e bibliografia. Dal punto di vista cronologico, la maggior parte dei contributi riguarda la storia contemporanea, mentre il resto si concentra sulla storia medievale e moderna; rari sono i saggi relativi all'evo antico. I contenuti ci parlano di una rivista fortemente radicata nel proprio territorio di riferimento, anche se la presenza di argomenti di interesse nazionale e l'apporto di collaboratori esterni alla Società Salernitana di Storia Patria rende evidente una maggiore ampiezza delle ricerche..
La struttura della Rassegna Storica Salernitana si divide generalmente in sezioni, che spesso si alternano fra loro: 
1. Saggi
2. Documenti
3. Rassegne
4. Profili Critici
5. Note, discussioni e confronti
6. Profili

1. Recensioni
2. Schede
3. Spoglio dei periodici salernitani
4. Notiziario

## Redazione[4]
Direzione: 
- Direttore scientifico Alfonso Conte
- Direttore responsabile Gaetano Locci

Comitato di direzione :
- Salvatore Alfano
- Marcello Andria
- Giuliana Capriolo
- Luca Castagna
- Emanuele Catone
- Giuseppe Foscari
- Rosa Fiorillo
- Chiara Maria Lambert
- Fausto Longo
- Maria Anna Noto
- Alfredo Maria Santoro
- Michela Sessa

Comitato scientifico:
- Giuseppe Acocella
- Claudio Azzara
- Massimo Bignardi
- Corinna Bottiglieri
- Fortunato Cacciatore
- Giuseppe Cirillo
- Maria Galante
- Sebastiano Martelli
- Aurelio Musi
- Paolo Peduto
- Carmine Pinto
- Angela Pontrandolfo
- Luigi Rossi
- Giovanni Vitolo

Redazione: 
- Emanuele Catone (responsabile)
- Salvatore Amato
- Pierluigi Canoro
- Giovanni Ferrarese
- Gianluca Santangelo
- Umberto Soldovieri

## Edizioni digitali
La lista degli articoli dal fascicolo n. 1 (1984) al fascicolo n. 40  (2003) è disponibile nel sito Liberamente.biz; la versione digitale dei fascicoli dal n° 42 (2004) al n° 52 (2009) è accessibili nel sito della Società Salernitana di Storia Patria; la versione digitale dei fascicoli dall'anno 1937 al 2016 è accessibile nella Biblioteca digitale Salernum del portale Elea dell'Università di Salerno.
- Rassegna Storica Salernitana 1968/1983
- Rassegna Storica Salernitana n°1/4 1967
- Rassegna Storica Salernitana n°1/4 1966
- Rassegna Storica Salernitana n°1/4 1965
- Rassegna Storica Salernitana 1963/1964
- Rassegna Storica Salernitana n°1/4 1962
- Rassegna Storica Salernitana n°1/4 1961
- Rassegna Storica Salernitana n°1/4 1960
- Rassegna Storica Salernitana n°1/4 1959
- Rassegna Storica Salernitana n°1/4 1958
- Rassegna Storica Salernitana n°1/4 1957
- Rassegna Storica Salernitana 1955/1956
- Rassegna Storica Salernitana n°1/4 1954
- Rassegna Storica Salernitana n°1/4 1953
- Rassegna Storica Salernitana n°1/4 1952
- Rassegna Storica Salernitana n°1/4 1951
- Rassegna Storica Salernitana n°1/4 1950
- Rassegna Storica Salernitana n°1/4 1949
- Rassegna Storica Salernitana n°1/4 1948
- Rassegna Storica Salernitana n°1/4 1946
- Rassegna Storica Salernitana n°1 1937